# Harangan
Harangān (persiska: هرنگان) är en ort i Iran.   Den ligger i provinsen Hormozgan, i den sydöstra delen av landet, 1 200 km söder om huvudstaden Teheran. Harangān ligger 6 meter över havet och antalet invånare är 552.
Terrängen runt Harangān är huvudsakligen platt, men åt nordost är den kuperad. Havet är nära Harangān åt nordväst.Runt Harangān är det ganska glesbefolkat, med 25 invånare per kvadratkilometer. Harangān är det största samhället i trakten. Trakten runt Harangān är ofruktbar med lite eller ingen växtlighet.